# Археология Израиля
Археология Израиля — история материальной культуры на территории современного Израиля. Археологические исследования служат основой для написания Истории Израиля и Истории еврейского народа.
Основной областью археологии Израиля является библейская археология, которая фокусируется на периодах, соответствующих библейской истории: период библейских патриархов, завоевание Ханаана, Израильское царство Саула, Давида и Соломона, чтобы реконструировать историю евреев и соседних народов с учётом библейской критики.
Древняя Земля Израиля была географическим мостом между политическими и культурными центрами Месопотамии и Египта, что подтверждают археологические артефакты.
В IV веке Елена Равноапостольная, мать Константина I, проводила раскопки в Иерусалиме и Вифлееме с целью обнаружения доказательств жизни и смерти Иисуса. Эта тенденция усилилась в период Иерусалимского королевства.
Несмотря на важность страны для трёх основных религий (иудаизм, христианство, ислам), серьёзные археологические исследования начались только в XV веке в Османской Палестине.
Немецкий историк Феликс Фабри дважды совершил паломничество в Иерусалим (первый раз в 1480 году и второй раз между 1483—1484 годами), после чего опубликовал две книги о путешествиях: подробная книга на латыни стала одним из самых подробных и точных путеводителей для паломников, изданных в то время.
Первой крупной работой по археологии Израиля считается «Antquitates Sacrae veterum Hebraeorum» востоковеда Адриана Реланда (опубликована в 1708 году), никогда не бывшего в Леванте и даже не покидавшего Нидерланды. Эдвард Робинсон, американский богослов, посетил страну в 1838 году, после чего опубликовал свои первые топографические исследования. Археолог Эстер Стэнхоуп провела первые раскопки в Ашкелоне в 1815 году. Француз Фелисьен де Сольси приступил к первым раскопкам в 1850 году (поиски Скрижалей Завета на горе Нево, составление плана Масады).
В Израиле насчитывается около 30 000 памятников древности, подавляющее большинство из которых никогда не подвергалось раскопкам.
В 1980-х годах израильский археолог Давид Усышкин заметил, что в израильской археологии нет единого методологического подхода; существует множество различных археологических школ, дисциплин, концепций и методов.

## Археологические периоды времени

### Палеолит

#### Ранний палеолит
Самой древней стоянкой людей вида (человек прямоходящий раннего палеолита в Израиле и одной из самых ранних за пределами Африки является археологический памятник Убайдия недалеко от кибуца Бейт-Зера, к югу от Галилейского моря в Иорданской рифтовой долине. Здесь обнаружено множество каменных орудий ашельской культуры (возраст 1,55 — 1,2 млн лет до настоящего времени). Далее — Мост дочерей Иакова (возраст 790 000 л. н. определён с использованием палеомагнетизма). На этом месте были обнаружены одни из самых ранних свидетельств использования огня и деревянных инструментов.
Останки людей, обнаруженные на двух упомянутых участках, были отнесены к виду Homo erectus, хотя найденные окаменелости человека были слишком малы и неполны. Дополнительным памятником раннего палеолита является болото Рухама в северном Негеве, которое содержит остатки олдувайской культуры.
Большинство стоянок раннего палеолита относятся к ашельской культуре, и на многих из них были найдены кости прямобивневого лесного слона, а также орудия труда из кремня и базальта.
Другими важными объектами являются: окрестности кибуца Ревадим, пещера Табун в природном заповеднике Нахаль Меарот, участок недалеко от города Холон и участок, расположенный недалеко от кибуца Эврон.
К культурному горизонту ашельско-ябрудский комплекс (400 000 и 250 000 л. н, конец нижнего палеолита), вероятно, относится стоянка у озера Рам на Голанских высотах, где была обнаружена статуэтка Венера из Берехат-Рама, возможно, самое раннее художественное изображение человека. Одной из человеческих окаменелостей этого периода является череп Галилеи — часть черепа, обнаруженная Фрэнсисом Турвиле-Петре в Мугарет-эль-Зуттие, в Нахаль-Амуде, — который сегодня считается черепом Homo heidelbergensis или раннего Homo Сапиенс. Известные памятники ашельско-ябрудской культуры — пещера Табун и пещера Кесем.
В 2020 году в пещере Табун (Нахаль Меарот на Кармеле возле Хайфы) был обнаружен старейший известный инструмент, используемого гоминидами для шлифования или соскабливания, возраст которого составляет около 350 000 лет (раскопки археологов Хайфского университета).
В 2022 году учёные из Управления древностей Израиля под руководством профессора Эллы Бин объявили о том, что позвонок UB-10749 гоминини из Убейдии возрастом 1,5 млн лет принадлежал подростку в возрасте от 6 до 12 лет и является старейшим свидетельством существования древних гоминини на Ближнем Востоке . Данное открытие пролило новый свет на историю доисторической миграции. Нижний поясничный позвонок, датируемый ранним плейстоценом, отличается по размеру и форме от черепа возрастом 1,8 миллиона лет, раскопанного в Дманиси в Республике Грузия.

#### Средний палеолит
Средний палеолит датируется 250 000-45 000 лет назад. В Израиле были обнаружены окаменелости неандертальцев и Homo Sapiens этого периода. Останки Homo-Sapiens, найденные в Израиле, являются старейшими анатомически современными человеческими останками, обнаруженными за пределами Африки. Популяции неандертальцев и гомосапиенсов в пещерах Нахаль Меарот существовали бок о бок, а не сменяли друг друга по мере изменения климата, как это было обычно в плейстоцене. Оба вида людей использовали один и тот же стиль каменных орудий, идентифицированный как мустьерская культура. Остатки этой культуры были обнаружены по всему Израилю
Небольшой размер стоянок людей, проживавших на территории сегодняшнего Израиля, указывает на то, что население в тот период, было небольшим, существовало за счёт охоты, поедания туш мёртвых животных и сбора растений.
Их любимой дичью были обыкновенная газель, персидская лань и зубр. В пещерных стоянках, которые в тот период использовались как сезонные жилища, были обнаружены десятки захороненных человеческих скелетов. Самые известные древние скелеты Homo-Sapiens обнаружены в пещере Схул (Нахаль Меарот) и в пещере Кафзех (Нижняя Галилея); наиболее известные скелеты неандертальцев находятся в пещерах Табун (Нахаль-Меарот, недалеко от Хайфы), в Кебара (недалеко от Кесарии) и Амуд (Нахаль-Амуд). Также важными объектами являются пещера Мислия и пещера Сефуним (Кармель), а также несколько открытых участков на Голанах, в Негеве и на Прибрежной равнине .
В 2021 году археологи из Еврейского (Иерусалим) и Хайфского университетов обнаружили рядом с Рамле шесть процарапанных линий на кости зубра возрастом 120 000 лет. Находка была сделана на стоянке среднего палеолита Нешер-Рамла под открытым небом и считается самой старой в Леванте(идут споры). Шесть линий имели длину от 38 до 42 миллиметров.

#### Верхний палеолит
Верхний палеолит в Израиле датируется периодом между 45 000 г. до н. э. и 20 500 г. до н. э., и его памятники связаны с двумя культурными горизонтами:
- ахмарская культура
- левантийский ориньяк.

В этот период были внедрены новые технологии изготовления кремневых орудий, изобретён лук и стрелы, налажено производство каменных орудий, предназначенных для измельчения пищи и приготовления красителей. Люди начали делать инструменты из костей животных и в массовом порядке использовать ракушки в качестве украшений .
Части скелетов были обнаружены в разных местах, но кладбищ этого периода обнаружено не было. В эту эпоху неандертальцы исчезли из Израиля, как и по всему Ближнему Востоку и Европе.

### Эпипалеолитический период
В эпоху эпипалеолита начался переход от мобильных групп охотников-собирателей палеолита к земледельческим деревням неолита. В Израиле существовали 3 разные культуры эпипалеолита:
- Кебарская (18 000-12 500 гг. до н. э)
- Кебарская геометрическая (12 500 −10 500 г. до н. э.)
- натуфийская (12 500-9 500 г. до н. э.)

### Неолит
Период неолита в Доисторическом Израиле датируется 8500-4300 гг. до н. э. В период неолита народы натуфийской культуры, распространившиеся по территории современной Сирии, Израиля и Ливана, начали заниматься сельским хозяйством. Неолитическая революция была связана с холодным периодом Поздний дриас. Сельское хозяйство в Леванте является самым ранним из известных случаев. Термин «натуфийский» был придуман археологом Дороти Гаррод в 1928 году после её раскопок в Вади-аль-Натуф. К натуфийским памятникам в Израиле относятся Айн-Маллаха, Эль-Вад, Эйн-Гев, пещера Меарат ха-Йоним, Нахаль Орен и Кфар ха-Хореш .
В 2022 году археологи Управления древностей Израиля объявили об обнаружении 8000-летней статуэтки «Богини-матери» на археологическом объекте Шаар-ха-Голан. 20-сантиметровая статуэтка была найдена разбитой на две части и была типичной для ярмукской культуры (остроконечная шляпа, широкие бёдра, типичная сидячая поза).

### Медный век (энеолит)

#### Определение
Период энеолита в Доисторическом Израиле датируется 4800-3300 гг. до н. э.
Понимание этого периода, который также называют халколитом и медным веком, в Израиле и Леванте далеко от совершенства. Вероятно культуры медного века появились в северной части долины реки Иордан около 4800 г. до н. э., а в южных частях этой долины, и, в частности, в Телеилат-эль-Гасуль, около 4500 г. до н. э. Возможно, что энеолитические цивилизации распространились из северных частей Израиля в его южные части в течение нескольких столетий, в первой половине 5-го тысячелетия до нашей эры. Нет прямой связи между культурами позднего неолита и пришедшими им на смену культурами раннего энеолита. Период энеолита закончился в Израиле около 3500 г. до н. э. с возникновением цивилизации ранней бронзы.
Главной среди энеолитических культур Леванта является гхассулийская культура среднего и позднего энеолита. Возможно, этому предшествовала бсорианская культура. Одной из субкультур гассулийской культуры является культура Беэр-Шева .

#### Пропитание
В Израиле были обнаружены сотни стоянок эпохи энеолита. Существование людей базировалось на выращивании сельскохозяйственных культур (пшеница, ячмень, чечевица) — и на животноводстве (овцы, козы, свиньи, крупный рогатый скот). Домашний скот также использовался для изготовления шерсти и молочных продуктов. Об этом свидетельствуют многочисленные глинянные маслобойки, а также большое количество фигурок животных, обнаруженных на стоянках энеолита. Люди периода халколита также были первыми в Израиле, кто начал выращивать плодовые деревья, такие как финиковые пальмы, оливковые деревья и гранаты .

#### Промышленность и материальная культура
Гассулийцы первыми в этом районе начали выплавлять и обрабатывать медь. Поселение Бир Абу Матар, относящееся к культуре Беэр-Шева (поздняя гассульская субкультура), производило медь, медные инструменты, украшения. Медную руду, импортированную из Вади-Фейнана или из Тимны, измельчали, выплавляли медь в специальных печах из уплотненной земли, смешанной с соломой. Расплавленный металл собирали в специальные глиняные чаши и заливали в глиняные формы, которые разбивали после остывания металла. Жители Бир-Цафада специализировались на резьбе по слоновой кости.
Также производилось множество каменных (кремневых) орудий, главными среди которых были веерные скребки для обработки кожи. Также использовались костяные инструменты, такие как кирки, иглы, гребни и серпы.

#### Гассульское искусство
Сложные разноцветные настенные росписи, выполненные на штукатурке и, вероятно, связанные с гассулийской религиозной практикой, были обнаружены в слоях позднего энеолита Телеилат-эль-Гасуль. Художники использовали сложную технику, в том числе линейки для проведения прямых линий. Периодически на стену наносили новый слой штукатурки и покрывали свежими картинами. На стенах одного из домов было обнаружено более 20 таких слоёв
Гассулийцы также изготавливали статуэтки из слоновой кости (обнаженные женщины, бородатые мужчины, птицы), имевшие отверстия вверху и, вероятно, предназначенные для подвешивания на веревке. Они включают мотивы, обнаруженные в артефактах додинастического Верхнего Египта (амратская и герзейская культуры).

#### Торговля
Люди эпохи энеолита занимались обширной торговлей:
- медная руда ввозилась из Тимны или из Вади Фейнана (сейчас Иордания)
- с Голан или из Аврана привозились базальтовые чаши тонкой работы, которые, вероятно, использовались в религиозных ритуалах. Эти наборы изысканных артефактов также указывают на раннюю фазу социального расслоения в обществе, поскольку они были найдены только в нескольких домах, тогда как в других были обнаружены аналогичные наборы из глины[20][23]
- слоновую кость для изготовления статуэток привозили из Африки
- морские раковины — с побережья Средиземного моря, из Красного моря и из долины Нила.

Поселения также торговали друг с другом.

#### Археологические останки
В 2021 году археологи Управления древностей Израиля объявили об обнаружении частично мумифицированных 6000-летних останков ребёнка в позе эмбриона в Пещере Ужаса. С помощью компьютерной томографии (КТ) был обнаружен скелет, предположительно девочки в возрасте от 6 до 12 лет, под двумя плоскими камнями в неглубокой могиле. Захоронение датируется периодом энеолита. Захоронение было найдено вместе со свитками Мертвого моря возрастом 1600 лет. Фрагменты представляли собой греческие переводы книг Наума и Захарии из Книги 12 малых пророков. Единственным текстом, написанным на иврите, было имя Бога.

### Бронзовый век / Ханаанский период
Бронзовый век — это период 3300-1200 гг. до н. э., когда использовались предметы из бронзы. Бронзовый век и железный век вместе иногда называют «библейским периодом».
Периоды бронзового века:
- Ранний бронзовый век I (EB I) 3330-3050 гг. до н. э.
- Ранний бронзовый век II—III (EB II—III) 3050-2300 гг. до н. э.
- Ранний бронзовый век IV / средний бронзовый век I (EB IV / MB I) 2300—2000 гг. до н. э.
- Средний бронзовый век IIA (MB IIA) 2000—1750 гг. до н. э.
- Средний бронзовый век IIB (MB IIB) 1800—1550 гг. до н. э.
- Поздний бронзовый век I—II (LB I—II) 1550—1200 гг. до н. э.

Для позднего бронзового века характерны отдельные города-государства, в которых время от времени доминировал Египет до последнего вторжения Мернептаха в 1207 году до н. э. Амарнский архив являются примером определённого периода позднего бронзового века, когда вассальные короли Леванта переписывались со своими повелителями в Египте.

#### Археологические останки
В 2023 году в гробнице бронзового века в Тель-Мегиддо были найдены останки двух братьев. Они были похоронены с кипрской керамикой, едой и другими ценными вещами. Биоархеологи обнаружили свидетельства черепной операции бронзового века (трепанация) у одного из братьев. В исследовании, опубликованном в PLOS One, сообщаются причины смерти братьев и их возраст: один скончался в подростковом возрасте или в возрасте около 20 лет, возможно, от инфекционного заболевания, такого как проказа или туберкулез. Другой умер сразу после трепанации в возрасте от 20 до 40 лет. Отверстие квадратной формы размером 30 миллиметров (1,2 дюйма) было сделано на лобной кости черепа после того, как его скальп был порезан острым инструментом со скошенным краем.

### Железный век (израильский период)
Железный век в Леванте (с 1200 год до н. э.), начался после катастрофы позднего бронзового века с вхождением в обиход железных орудий. Он также известен как израильский период. В этот период как археологические свидетельства, так и повествовательные свидетельства Библии становятся богаче, и во многих произведениях предпринимаются попытки установить связь между ними. Хронология железного века:
- Железный век I (IA I) 1200—1000 гг. до н. э.
- Железный век IIA (IA IIA) 1000—925 гг. До н. э.
- Железный век IIB-C (IA IIB-C) 925—586 гг. до н. э.
- Железный век III 586—539 гг. До н. э. (нововавилонский период)

Такие археологи, как Уильям Олбрайт и Джордж Райт, искренне принимали библейские события как историю. Подвергали сомнению историческую достоверность библии такие библейские минималисты, как Нильс Питер Лемхе, Томас Л. Томпсон и Филип Р. Дэвис. Исраэль Финкельштейн предполагает, что Израильское царство никогда не существовало. Финкельштейн признает существование царя Давида и Соломона, но сомневается в хронологии, их значении и влиянии, описанном в Библии. Не всё в Библии исторически достоверно, однако некоторые несверхъестественные элементы повествования соответствуют физическим артефактам и другим археологическим находкам. Такие надписи, как стела Тель-Дан и стела Меша, можно отнести к нееврейскому культурному происхождению.

#### Происхождение древних израильтян — тель-твивская школа
После крушения многих городов и цивилизаций в восточной части Средиземноморского бассейна в конце бронзового века некоторые местные группы кочевников восточного Ханаане начали селиться в горных районах по обе стороны реки Иордан, в том числе на Западном берегу. В этот период «народы моря» вторглись в страны восточного побережья Средиземного моря, создав филистимские города-государства на побережье юго-западного Ханаана. Египет потерял контроль над этой землей в XII веке до н. э. — точная дата в настоящее время оспаривается.
По мнению Исраэля Финкельштейна, тенденция кочевников осесть или оседлого населения стать кочевником в силу обстоятельств, типична для многих популяций Ближнего Востока. По мнению Финкельштейна, этот процесс крупномасштабного расселения в горных хребтах Ханаана уже происходил ранее дважды в бронзовом веке, в периоды, когда городская цивилизация находилась в упадке. В предыдущих случаях число поселенцев было меньше, и созданные ими системы поселений в конечном итоге распались, вместо того чтобы объединиться в более зрелые политические образования, как это было с поселенцами раннего железного века.
На ранних этапах этого процесса поселения предлставляли собой кольцо каменных домов, окружающих внутренний двор, где содержался скот. Состав костей животных менялся с течением времени, отражая изменение образа жизни: кочевые общества выращивают много овец и коз и очень мало крупного рогатого скота. По мере развития процесса расселения процент костей крупного рогатого скота, обнаруженных в отложениях костей животных, резко увеличился. Ещё одной характерной чертой ранних израильских поселений является отсутствие свиных костей на раскопках, что, по-видимому, является самым ранним свидетельством развития «израильской национальной идентичности», хотя пока и не совсем убедительным.
В X веке до н. э. население территорий, которые впоследствии стали ранним Израильским и ранним Иудейским царством насчитывало около 45 000 человек. В XI веке до н. э. Шило, вероятно, служил религиозным центром и мог обладать некоторой политической властью в регионе. В середине-конце X века до н. э. возникло раннее израильское государственное образование (возможно, то, которое в Ветхом Завете упоминается как Царство Саула).
Финкельштейн предположил, что это раннее израильское государство, а не «единое царство» Давида, которое он рассматривает как «литературную конструкцию», было целью похода Шошонка I в Ханаан в середине второй половины X века до н. э. Есть свидетельства крупномасштабного оставления поселений в самом сердце царства Саула, как описано в Ветхом Завете, примерно в то время — в земле колена Вениамина, к северу от Иудейского царства, в районе Гивы. В результате этого похода были разрушены ханаанские города на севере Израиля (примерно в то время).
Иудейское царство в X веке до н. э. было относительно небольшим — около 5000 человек — и было вассалом Израиля, по крайней мере, с начала IX века до н. э., когда могущественная династия Омридов захватила это царство, и до разрушения Израиля Новоассирийской империей в конце VIII века до н. э. Ветхий Завет — по большей части описывает историю Иудеи, хотя он включает в себя многие традиции (и, возможно, тексты) Израильского царства. Библия, с точки зрения историка, является предвзятой, хотя с IX века она становится относительно надёжным источником.

### Эллинистический период
Многие археологические памятники не раскопаны. Часть этих мест были исследованы археологами по поручению Управления древностей Израиля. Одним из таких мест, относящихся к эллинистическому периоду, является Герес (араб. Хирбет Джуриш) недалеко от Цур-Хадасы.

### Римский период
Римский период (63 г. до н. э.— 330 г. н. э) характеризовался включением региона в состав Римской республики (до принятия Римом христианства в качестве имперской религии) Помпеем Великим.
Римский период состоит из нескольких этапов:
- Раннеримский период (включая период Ирода) с 63 г. до н. э. по 70 г. н. э.
- Среднеримский период: 70-135 гг. н. э. (период Иудейских войн); 135—200 гг. н. э. (период Мишны)
- Позднеримский период 200—330 гг. н. э. (период Талмуда)

Конец среднеримского периода знаменует собой конец преимущественно еврейской культуры Иудеи, но также и начало талмудического иудаизма, основанного раввином Иохананом Бен Заккай в городе Явне.
Выдающиеся археологические памятники римского периода :
- Масада
- Иродион[36][37]
- Кесария Палестинская

В марте 2021 года в сафари-парке Рамат-Ган в Тель-Авиве были обнаружены два саркофага возрастом 1800 лет, относящиеся к римскому периоду. Предположительно, саркофаги принадлежали высокостатусным людям. Гробы длиной 6,5 футов были изготовлены из добытого известняка и украшены греко-римскими символическими дисками и цветочными гирляндами.
В мае 2021 года в национальном парке Ашкелон был обнаружен 2000-летний комплекс римской базилики, датируемого периодом правления Ирода Великого. Здание состояло из трех секций — центрального зала и двух боковых частей. По мнению археологов, главный зал окружали большие мраморные колонны и капители, привезенные из Малой Азии на торговом корабле. Остатки капителей колонн с растительными мотивами, на некоторых из которых был изображен орел, были символом Римской империи.
В августе 2021 года морские археологи под руководством Яакова Шарвита из Управления древностей Израиля объявили об обнаружении в Атлите монет возрастом 1700 лет общим весом 6 кг, датируемые IV веком нашей эры.
В июле 2022 года морские археологи из Управления древностей Израиля обнаружили у берегов Хайфы бронзовую монету римской эпохи возрастом 1850 лет, период правления императора Антонина Пия. На монете была изображена римская богиня Луна (греч. Селена) и под ней астрологический знак рака.

### Византийский период
Византийский период (330—638 год нашей эры) продолжался от принятия Римом христианства до завоевания Палестины мусульманами. Этот период характеризовался обширным имперским финансированием строительства христианских религиозных учреждений, часто на фундаменте старых языческих построек. Треть ежегодно обнаруживаемых находок в Израиле свидетельствуют о древнем христианском присутствии в этом регионе. В 2017 году в море была обнаружена 1500-летняя греческая церковная или монастырская надпись. Согласно средневековому христианскому грузинскому календарю, четырёхстрочная греческая мозаичная надпись соответствовала VI веку нашей эры по григорианскому календарю. Возможно это остатки Азотоса Паралиоса византийского периода.
В 2020 году археологи из Института морских исследований Леона Реканати при Хайфском университете обнаружили 25-метровый корабль седьмого века с крупнейшей в Израиле коллекцией византийской и ранней исламской керамики.
Были обнаружены остатки черкеской церкви VI века с расписной напольной мозаикой с геометрическими цветными узорами. Основные параметры обнаруженной церкви — 12×36 метров. В декабре 2020 года археологи обнаружили остатки византийской церкви возрастом 1500 лет (известной как Церковь всех наций) и фундамент ритуальной бани эпохи Второго Храма (миква). Греческие надписи на полу церкви гласили: «на память и упокоение любящих Христа… прими жертву рабов Твоих и дай им отпущение грехов».
В январе 2021 года археологи Управления древностей Израиля объявили об обнаружении в национальном парке Ницана в пустыне Негев надгробия возрастом 1400 лет с греческой надписью: «Блаженная Мария, прожившая непорочную жизнь». В 2021 году археолог из Управления древностей Израиля (IAA) под руководством исследователей Цахи Ланга и Коджана Хаку нашёл в деревне Тайибе камень с гравировкой конца V века из рамы входной двери церкви с мозаичной греческой надписью: «Христос, рождённый от Марии. Это дело богобоязненного и благочестивого епископа [Феодосия] и несчастного Ф[омы] было построено с основания. Всякий, кто войдет, должен помолиться за них.» По словам археолога доктора Валида Атраша, Феодосий был одним из первых христианских епископов, и эта церковь была первым свидетельством существования византийской церкви в деревне Тайибе.
В апреле 2021 года впервые при раскопках в Явне был обнаружен цветной мозаичный пол возрастом 1600-лет (византийский период).
В августе 2021 года израильские археологи под руководством Йоава Арбеля объявили об открытии винного пресса византийской эпохи, вымощенного мозаикой, а также старой монеты, отчеканенной императором Ираклием. По мнению эксперта по монетам Роберта Кула, на одной стороне монеты были изображены император и два его сына, а на другой — холм Голгофа в Иерусалиме. На поверхности монет была выгравирована греческая или арабская надпись, вероятно, с именем владельца монеты. По словам Йоэля Арбеля, каменные ступки и жернова использовались для измельчения ячменя и пшеницы, а также, весьма вероятно, для измельчения трав и целебных растений.
Находки византийского периода:
- Церковь византийского периода на Иерусалимских холмах[74][75]
- Улица византийского периода в Иерусалиме[76]
- 1400-летний винный пресс[77].

В марте 2023 года Управление древностей Израиля объявило об обнаружении в Шохаме мозаики византийского периода с серией цветочных узоров.

## Известные места

### Иерусалим
Список археологических находок в Иерусалиме.

### Ашкелон
Археологические раскопки в Ашкелоне начались в 1985 году под руководством Лоуренса Стагера. Были обнаружены слои: ханаанских, филистимских, финикийских, персидских, эллинистических, римских, византийских, исламских и крестоносных периодов. Среди находок: шахтные могилы дофиникийских хананеев, посеребренная бронзовая статуэтка бычка, предположительно ханаанского периода.

### Бейт-Альфа
Синагога Бейт-Альфа — древняя синагога византийской эпохи, V век нашей эры. На мозаичном полу была надпись на арамейском языке о том, что мозаика датируется временем Юстина (предположительно Юстина I; правил в 518—527 гг. н. э.). На каждой из трех панелей мозаики изображена сцена: Священный ковчег, зодиак и жертвоприношение Исаака. Двенадцать имен зодиака написаны на древнееврейском языке. В центре изображен Гелиос, бог солнца, которого везёт в своей колеснице четверка лошадей. Женщины в четырёх углах мозаики символизируют времена года.

### Пещеры Кармель
В Пещере Мислия, расположенной к юго-западу от горы Кармель (археологи Хайфского и Тель-Авивского университета) обнаружены артефакты, свидетельствующие о самых ранних из известных доисторических людей (250 000 лет назад, мустьерская культура). В январе 2018 года было объявлено, что фрагмент челюстной кости раннего современного человека с восемью зубами, найденный в пещере Мислия в Израиле, датируется примерно 185 000 годом (между 177 000 и 194 000 лет назад [95 % ДИ ]). Это может сделать его (по состоянию на 2018 год) самым старым датированным останком раннего современного человека, найденным за пределами Африки, возможно, после того, как Дали Ман из Китая датировался примерно 260 000 лет назад. Слои, датированные периодом от 250 000 до 140 000 лет назад, в той же пещере содержали инструменты леваллуазского типа, что позволило бы установить дату первой миграции ещё раньше, если бы эти инструменты можно было связать с находками костей современного человека.

### Мамшит
Мамшит, один из найденных в Негеве набатейских городов (Авдат, Халуза, Шивта), был объявлен объектом всемирного наследия ЮНЕСКО (2005). Главный артефакт — самый большой клад монет, когда-либо найденный в Израиле: 10 500 серебряных монет, помещённых в бронзовый сосуд, датируемые III веком нашей эры. Мамшит — самый маленький (10 акров), но лучше всего сохранившийся и восстановленный. Сохранились целые улицы, восстановлены многочисленные набатейские постройки с открытыми помещениями, дворами и террасами. Большинство зданий было построено в поздний набатейский период, во II веке нашей эры, после того как Набатейское царство было присоединено к Риму в 106 году нашей эры.

### Старый Акко
Старый Акко был объявлен объектом Всемирного наследия ЮНЕСКО (2001). Главный археологический объект — подземный переход, ведущий к крепости тамплиеров XIII века. Раскопанные руины города крестоносцев, датируемые 1104—1291 годами нашей эры, хорошо сохранились и выставлены выше и ниже нынешнего уровня улицы.

### Тель-Рехов
Тель-Рехов — важный археологический памятник бронзового и железного веков. Находится в пяти километрах к югу от Бейт-Шеана. Один из крупнейших древних городских курганов в Израиле. Археологические раскопки в Рехове проводятся с 1997 года под руководством Амихая Мазара. Первые восемь сезонов раскопок выявили последовательные слои эпохи поздней бронзы и I железного века (XII—XI вв. до н. э.). Слои железного века II стали жизненно важным компонентом в текущих дебатах относительно хронологии Израильского царства. В сентябре 2007 года было обнаружено 30 неповрежденных ульев, датируемых серединой X — началом IX века до н. э.. Ульи являются свидетельством того, что 3000 лет назад в городе существовала передовая индустрия пчеловодства, население города насчитывало 2000 человек. Были найдены стройные ряды по 100 ульев из соломы и необожженной глины. Органический материал (пшеница, найденная рядом с ульями) был датирован с помощью радиоуглеродного датирования по углероду-14 в Гронингенском университете в Нидерландах. Рядом с ульями также был найден алтарь, украшенный фигурками плодородия.

### Тель-Беэр-Шева
Археологический памятник Тель-Беэр-Шева внесен в список Всемирного наследия ЮНЕСКО (2005). Предположительно является остатками библейского города Беэр-Шева. Был заселён с периода энеолита (медный век) Просуществовал с ~ 4000 г. до н. э. до XVI века н. э. Характеризуется обилием подземных вод, о чём свидетельствуют многочисленные колодцы в этом районе. Само поселение, раскопанное Йохананом Ахарони и Зеэвом Херцогом из Тель-Авивского университета, датируется ранним израильским периодом. Вероятно, он был заселен в XII веке до нашей эры, первое укрепленное поселение датируется 1000 годом до н. э.. Вероятно, был разрушен царём Синаххерибом в 700 г. до н. э., был в запустении 300 лет, далее найдены свидетельства персидского, эллинистического, римского и раннеарабского периодов. Основные находки:
- сложная система водоснабжения
- цистерна[97] высеченная в скале
- рогатый алтарь, свидетельствующий о существовании в городе храма или культового центра, который, вероятно, был уничтожен во время реформ царя Езекии[98]

### Тель-Мегиддо
Тель-Мегиддо — Объект Всемирного наследия ЮНЕСКО (2005). Найдено двадцать шесть слоёв руин древних городов в стратегическом месте у перевала через хребет Кармель, с которого открывается вид на Изреельскую долину с запада. Раскопки проводились в 1903—1905 годах, позднее в 1925 году. Артефакты хранятся в Музее Рокфеллера в Иерусалиме и Институте Востока Чикагского университета. Игаэль Ядин провел несколько небольших раскопок в 1960-х годах. С 1994 года Мегиддо был предметом раскопок, проводимых два раза в год Экспедицией Мегиддо Тель-Авивского университета под руководством Исраэля Финкельштейна и Дэвида Уссишкина совместно с консорциумом международных университетов. Главной находкой в ходе раскопок, проведенных между 1927 и 1934 годами, были конюшни Мегиддо — две трехсторонние конструкции размером 21 на 11 метров, которые, как полагают, были древними конюшнями, способными вместить почти 500 лошадей.

### Бейт-Шеарим
Бейт-Шеарим — археологический памятник еврейского городка и некрополя (рядом с Кирьят-Тивоном, к востоку от Хайфы в южных предгорьях Нижней Галилеи). Был раскопан Бенджамином Мазаром и Нахманом Авигадом в 1930-х и 1950-х годах. Большинство артефактов датируются II—IV веками нашей эры. Большое количество людей было похоронено в более чем двадцати катакомбах некрополя. Изображения и надписи на стенах и саркофагах показывают, что это был еврейский некрополь.

### Гат
Телль-эс-Сафи (Гат) — один из крупнейших античных памятников в Израиле. Расположен примерно на полпути между Иерусалимом и Ашкелоном, на границе между прибрежной равниной Шефела и предгорьями Иудеи. Был заселён с доисторических времен до наших дней, имел особое значение в бронзовом и железном веках, а также в период крестоносцев. Идентифицирован как Ханаанский и Филистимский Гат, и в течение железного века был одним из пяти главных городов (Пентаполис) филистимлян. Раскопан в 1899 году британскими археологами Фредериком Джонсом Блиссом и Робертом Александром Стюартом Макалистером. С 1996 года — командой из Университета Бар-Илан под руководством Арена Мейра.
Находки:
- руины конца IX-го века до н. э., свидетельство разрушении Гата Азаилом Арамейским (см. 4Цар. 12:18)
- уникальная осадная система, относящейся к этому периоду (самая ранняя известная осадная система в мире),
- надпись X—IX веков до н. э., написанная архаичным алфавитным письмом, в которой упоминаются два имени индоевропейской природы, напоминающие этимологическое происхождение имени Голиаф
- большой каменный жертвенник с двумя «рогами» IX века до н. э., который, хотя и очень похож на библейское описание жертвенника в Скинии (в Исходе 30), имеет только два рога (в отличие от четырёх в других известных примерах), возможно, указывающие на уникальный тип филистимского алтаря, возможно, находящийся под влиянием кипрской, а возможно, и минойской культуры.

### Гезер
Тель-Гезер — археологический памятник, недалеко от перекрестка Виа Марис и магистральной дороги, ведущей в Иерусалим. Состоит из двух курганов с седловиной между ними. Дюжина пограничных камней с надписями, найденных поблизости, подтверждает идентификацию кургана как Гезера, что делает его первым точно идентифицированным библейским городом. Гезер упоминается в нескольких древних источниках, включая еврейскую Библию и Амарнский архив. Библия описывает его как один из царских городов-хранилищ Соломона.
Находки:
- Календарь из Гезера —табличка из мягкого известняка с сельскохозяйственными работами каждого месяца года. Календарь написан палеоеврейским письмом и является одним из старейших известных образцов еврейского письма, датируемым X веком до нашей эры. Также были найдены шестикамерные ворота, подобные найденным в Хацоре и Мегиддо, и десять монументальных мегалитов.

### Масада
Масада — древние дворцы и укрепления в Южном округе (Израиль) на вершине изолированного скального плато, или большого плоскогорья, на восточной окраине Иудейской пустыни с видом на Мертвое море. Объект Всемирного наследия ЮНЕСКО (2001). По словам Иосифа Флавия, еврейско-римского историка I века, Ирод Великий укрепил Масаду между 37 и 31 годами до н. э. как убежище для себя в случае восстания. Иосиф Флавий также пишет, что в 66 г. н. э., в начале Первой Иудейской войны против Римской империи, группа иудейских экстремистских повстанцев- сикариев захватила Массаду у римского гарнизона. Массада была обнаружена в 1842 году и широко раскопана в период с 1963 по 1965 год экспедицией под руководством израильского археолога Игаэля Ядина. Из-за удалённости от человеческого жилья и засушливой среды это место оставалось практически нетронутым ни человеком, ни природой в течение последних двух тысячелетий.
Находки:
- настенные росписи двух главных дворцов Ирода
- бани в римском стиле, построенные Ирдом
- синагога, предположительно использовавшаяся еврейскими повстанцами[104] Внутри синагоги был найден остракон с надписью me’aser kohen («десятина священнику»), а также фрагменты двух свитков[105]
- 11 небольших остраков, каждый из которых носил одно имя. Один читается как «бен Яир» и может быть сокращением от Элеазара бен Яира, командира крепости[106]
- останки 28 скелетов[103] Радиоуглеродное датирование тканей, указывает на период восстания[107]
- руины византийской церкви V и VI веков нашей эры.

### Тель-Арад
Тель-Арад расположен к западу от Мертвого моря, вблизи города Арад. Раскопан израильским археологом Иохананом Ахарони в 1962 году.
Находки:
- обширное поселение раннего бронзового века (заброшено и разрушено к 2700 году до н. э.)[109]
- во время II железного века на юго-восточном хребте древнего города основано новое поселение.[109]
- «Цитадель» времён царя Давида и Соломона[110]
- Иудейский храм, самый ранний из когда-либо обнаруженных при раскопках, датируется серединой X века до н. э.[109]. В надписи (найдена археологом Ахарони) упоминается «Дом ЯХВЕ», который, как предполагает Уильям Г. Девер, мог относиться к храму в Араде или храму в Иерусалиме[111][112] Храм Арад, вероятно, был снесен около 700 г. н. э., то есть до даты надписи.[113]

### Тель-Дан
Тель-Дан (Тель-эль-Кади) — курган, на месте которого когда-то стоял город, расположенный на северной оконечности современного Израиля. Находки на этом месте относятся к эпохе неолита, около 4500 г. до н. э., и включают стены шириной 0,8 метра и черепки керамики. Самой важной находкой является чёрная базальтовая Стела Тель-Дана (обнаружена в 1993 и 1994 годах). Стела была установлена арамейским царем в честь его победы над древними евреями, о чём повествует надпись на арамейском языке. Буквы «ביתדוד» означают Дом Давида. Это первый случай, когда имя «Давид» было обнаружено на каком-либо археологическом памятнике, что подтверждает библейское повествование о царстве Давида. Другой перевод еврейских букв דוד как «возлюбленный», «дядя», «котелок» или «бог по имени Дод» отвергает отсылки к Библии.

### Тель-Хацор
Тель-Хацор. Объект Всемирного наследия ЮНЕСКО (2005) неоднократно подвергался раскопкам с 1955 года.
Находки:
- древний ханаанский город, разрушенный катастрофическим пожаром XIII века до н. э. Школа археологии, представленная Игаэлем Ядиным, Йохананом Ахарони и Амноном Бен-Тором, датирует разрушение второй половиной XIII века, связывая его с библейскими описаниями Иисуса Навина. Вторая школа археологии, представленная Ольгой Тафнелл, Кэтлин Кеньон, П. Беком, Моше Кохави и Исраэлем Финкельштейном, датирует пожар первой половиной XIII века и отрицает разрушение Хацора из-за процесса расселения израильских племен в Ханаане[116]
- шестикамерные ворота раннего железного века
- керамика и административные здания X века эпохи царя Соломона, либо, по пониженной хронологии, омридами IX века.

### Сепфорис
Сепфориc расположен в центральной части Галилеи, в шести километрах к северо-западу от Назарета.
Были обнаружены слои ассирийского, эллинистического, иудейского, вавилонского, римского, византийского, исламского, крестоносцев, арабского и османского периодов. Было обнаружено много мозаик разных периодов. Основные находки:
- остатки синагоги VI века, свидетельствующие об интересном слиянии еврейских и языческих верований
- римская вилла, считающаяся центральным объектом открытий, датируемая 200 годом нашей эры, была разрушена во время землетрясения в Галилее в 363 году нашей эры
- Мозаичный пол (обнаружен в августе 1987 года во время экспедиции под руководством Эрика и Кэрол Мейерс из Университета Дьюка, проводивших раскопки вместе с Эхудом Нетцером, местным археологом из Еврейского университета в Иерусалиме)[117] На нескольких из 15 панелей изображен Дионис, бог вина, общающийся с Паном и Геркулесом. В центре находится реалистичное изображение молодой девушки, возможно, Венеры, получившей название «Галилейская Мона Лиза»
- римский театр на северном склоне холма
- остатки общественного здания V века с большим и сложным мозаичным полом[118].

### Мост дочерей Иакова
Мост дочерей Иакова — археологический памятник возрастом 780 000 лет на берегу реки Иордан на севере Израиля. Раскопане Наамой Горен-Инбар из Еврейского университета (Иерусалим). Впервые обнаружен в 1930-х годах. Свидетельство того, как и когда Homo erectus вышел из Африки, вероятно через Левантийский коридор, включающий Израиль. В 2000 году Управление древностей Израиля обвинило Управление дренажа Галилейского моря в нанесении «серьезного и необратимого ущерба» этому месту во время работ по смягчению регулярного затопления сельскохозяйственных угодий в соседней долине Хула. бульдозеры проникли на территорию ночью, повредив окаменелости, искусственные каменные артефакты, и органический материал.

### Айн-Маллаха
Айн-Маллаха, натуфийская деревня, колонизированная в три этапа с 12 000 по 9600 годы до н. э. Содержит самые ранние известные археологические свидетельства приручения собаки.
Находки:
- захоронение человека с собакой[120].

### Пещера Кесем
Пещера Кесем.
Находки:
- зубы возрастом 400 000 лет, очень похожие на зубы современного человека[121]

## Археологические учреждения
В последние сто лет османского правления в Палестине европейскими археологами, работавшими в регионе, были, как правило, христиане. Во время британского мандата занятия археологией стали менее политическими и религиозными по своему характеру и приобрели более исторический и научный характер. После Первой мировой войны (1914—1918) и установления британского мандата археологические учреждения стали все больше концентрироваться в городе Иерусалим :135–136.

## Известные израильские археологи
- Элеазар Сукеник (1889—1953)
- Биньямин Мазар (1906—1995), отец-основатель израильской археологии[123]
- Игаэль Ядин (1917—1984)
- Амир Дрори (1937—2005), основатель Управления древностей Израиля в 1990 году.
- Исраэль Финкельштейн (1949 — настоящее время), отрицает факт существования Израильского царства, предложил более позднюю дату израильской археологии железного века в соответствии с низкой хронологией.
- Амнон Бен-Тор (1935 — настоящее время), автор книги «Археология древнего Израиля», известный критик «Низкой хронологии» Финкельштейна.
- Амихай Мазар (1942 — настоящее время), племянник Бенджамина Мазара, известный своей модифицированной традиционной хронологией, что противоречит низкой хронологии Финкельштейна.
- Эйлат Мазар (1956—2021) Внучка Бенджамина Мазара, сторонница модифицированной традиционной хронологии и первооткрыватель большого каменного сооружения, которое сторонники традиционной хронологии считают дворцом Давида.

## Новые технологии
Израильские археологи разработали метод обнаружения объектов, погребённых на глубине десятков метров под землей. Для этого комбинировались 7 технологий, в том числе эхомагнитное зондирование, радиопередача и измерение температуры.

## Политизация археологии
Археологические исследования использовались как палестинцами, так и израильтянами в политических целях. Археологи стали активными участниками политической битвы и националистического спора. Зильберман заключает: «Раскопки продолжаются. Заявления и встречные утверждения об исключительной исторической „собственности“ переплетают воедино случайные акты насилия раздвоенной коллективной памяти». Адам и Мудли завершают свое расследование этого вопроса, написав, что «обе стороны остаются пленниками своего мифологизированного прошлого».
Археологический туннель, проходящий по всей длине западной стороны Храмовой горы (еврейское название), или Харам-аш-Шариф (мусульманское название) породил открытый конфликт после того, как правительство Биньямина Нетаньяху решило открыть новый вход в туннель со стороны Виа Долороза в мусульманском квартале Старого города. Палестинцы и власти исламского вакфа были возмущены тем, что решение было принято без предварительных консультаций. Они утверждали, что работы угрожали фундаменту комплекса и фундаменту домов в мусульманском квартале и что на самом деле они были направлены на прокладку туннелей под комплексом священного комплекса с целью найти остатки Храма Соломона (аналогично предыдущим обвинениям 1980-х годов. В результате слухов арабы взбунтовались в Иерусалиме, а затем протесты распространились на Западный берег, что привело к гибели 86 палестинцев и 15 израильских солдат.

## Повреждения
С 1948 по 1967 год иорданские власти с помощью военных занимались намеренным разрушением еврейского квартала Старого города. В письме в ООН Йосеф Текоа, представитель Израиля в ООН, выразил протест против «политики бессмысленного вандализма, осквернения и насилия» со стороны Иордании. Все синагоги в Старом городе, кроме одной, были взорваны или использованы в качестве конюшен. Через древнее историческое еврейское кладбище на Елеонской горе была проложена дорога, десятки тысяч надгробий, некоторые из которых датируются 1 годом до н. э., были уничтожены
Старый город Иерусалима и его стены были добавлены в Список всемирного наследия, находящегося под угрозой, в 1982 году, после того как Иордания номинировала его на включение. ЮНЕСКО отметило «серьезные разрушения, сопровождаемые быстрой урбанизацией».
Работы, проводимые исламским вакфом с конца 1990-х годов по преобразованию двух древних подземных сооружений в новую мечеть на Храмовой горе, повредили археологические артефакты в районе Конюшен Соломона и Ворот Хульды. С октября 1999 года по январь 2000 года власти Вакфа в Иерусалиме открыли запасной выход в недавно отремонтированную подземную мечеть, выкопав при этом яму площадью 18 000 квадратных футов (1672 м2) и 36 футов (11 м) глубиной. Управление древностей Израиля выразило обеспокоенность по поводу ущерба, нанесенного постройкам мусульманского периода на территории комплекса. Джон Селигман, археолог Иерусалимского округа, рассказал журналу Archaeology, что «… было ясно, что запасной выход [в мечети Марвани] необходим, но в лучшем случае сначала были бы проведены спасательные археологические раскопки». Селигман заявил, что отсутствие археологического надзора «принесло огромную утрату всему человечеству. Это было археологическое преступление».
Артефакты периода Первого Храма (ок. 960—586 гг. до н. э.) были уничтожены, тысячи тонн грунта с этого места были сброшены в Кедронскую долину и на муниципальную свалку Иерусалима.
В годовом отчете государственного контролёра Израиля за 2011 год подверглась критике реконструкция Вакфа на Храмовой горе.
Бедуинские золотоискатели в 2012 году безвозвратно повредили стены 2000-летнего колодца, расположенного под постройкой крестоносцев в Беэр-Лимоне, недалеко от Бейт-Шемеша.